# San Dimas
San Dimas és una ciutat dels Estats Units a l'estat de Califòrnia. Segons el cens del 2000 tenia 33.371  habitants.

## Demografia
Segons el cens del 2000, San Dimas tenia 34.980 habitants, 12.163 habitatges, i 8.988 famílies. La densitat de població era de 870,8 habitants/km².